# 趙慎畛
趙慎畛（1762年—1826年），字遵路，號笛楼，又號蓼生，湖南武陵（今常德）石板滩人，清朝政治人物，進士出身。

## 生平
早年为诸生，受到学正钱沣的器重，称他是“人英”。嘉庆元年（1796年）丙辰科进士，选庶吉士，授翰林院编修，师戴联奎。後來擔任御史，升迁刑部给事中。
嘉庆十二年，任江南副考官。
嘉庆十七年，任潮嘉道道员。
嘉庆十九年六月初五（1814年7月21日），由广东惠潮嘉道道员升任廣西按察使。嘉庆二十年二月二十八（1815年4月7日），升任广东布政使。
嘉庆二十三年十月二十（1818年11月18日），由广东布政使升任廣西巡撫。道光二年八月初七（1822年9月21日），升任闽浙总督。官至云贵总督，卒于任上。著有《奏议》八卷、《从政录》八卷、《载笔录》四卷、《省愆室续笔记》一卷、《读书日记》四卷、《惜日笔记》二十卷、《诗文集》六卷、《榆巢雜識》等。